# Saint-Saturnin, Charente

Saint-Saturnin este o comună în departamentul Charente, Franța. În 1 ianuarie 2022 avea o populație de 1.273 de locuitori.